# Jay Sebring
Jay Sebring (Birmingham, 10 de outubro de 1933 — Los Angeles, 9 de agosto de 1969) foi um cabeleireiro de celebridades e uma das vítimas da "família" de Charles Manson, assassinadas na casa da atriz Sharon Tate, em agosto de 1969, num do mais famosos casos de homicídio da história criminal dos Estados Unidos.

## Biografia
Nascido com o nome Thomas John Kummer no estado do Alabama e criado nos arredores de Detroit, Michigan, ele serviu a Marinha por quatro anos e foi um veterano na Guerra da Coreia. Durante seu período na Marinha, Sebring desenvolveu sua técnica de corte de cabelo que o tornaria famoso. Quando chegou em Los Angeles, Thomas mudou seu nome para Jay Sebring - o Jay pelo fato de ser a primeira letra de seu nome do meio e Sebring devido ao famoso carro de corrida. Sebring foi o primeiro a abrir um salão de corte de cabelo masculino no país e seu estilo de corte atraiu grandes nomes para sua clientela. A pedido de Kirk Douglas, Jay foi o responsável pelo corte de cabelo do elenco do filme Spartacus.
Em 1960, Jay se casou com uma modelo chamada Cami. Eles se divorciaram em 1965.  Em 1964, Jay tomou aulas de artes marciais com o mestre Bruce Lee. Jay levou uma fita de Bruce para o produtor William Dozier (da série Batman) e Dozier escalou Lee para aparecer na série de televisão The Green Hornet, o que acabou dando certo nome a Bruce. Também em 1964, Jay conheceu a atriz Sharon Tate numa festa de Hollywood e os dois começaram a namorar. Jay alugou também uma casa anteriormente pertencida à atriz Jean Harlow em Easton Drive, localizada em Benedict Canyon, devido à mórbida história do imóvel (o marido de Jean Harlow, Paul Bern se suicidara dentro do local). Devido ao divórcio de Jay e outras dificuldades relacionadas, ele estava relutante em pedir Sharon em casamento, embora ela muito quisesse se casar.
A situação se resolveu de maneira inesperada quando Sharon viajou para Londres para filmar o filme Dance of the Vampires (A Dança dos Vampiros ou Por Favor Não Me Morda o Pescoço), e se apaixonou pelo diretor Roman Polanski. Sharon ligou para terminar com Jay, mas este insistiu em conhecer Roman para decidir se seu rival era bom o suficiente para ela. Roman passou no teste e Jay passou a fazer parte do círculo de amigos íntimos do casal. Mais tarde, Polanski disse em sua autobiografia que Jay, apesar de ser muito bem relacionado com todos, era um homem um tanto solitário e que este considerava ele e Sharon como sua segunda família.
Jay abriu um novo salão no verão de 1969, que foi ajudado financeiramente por Abigail Folger, da família do café Folger. Ele também abriu a Sebring International, vendendo produtos para cabelo masculino internacionalmente.

## Assassinato
Em 8 de Agosto de 1969, Jay levou Sharon Tate, Abigail Folger e o então namorado desta, Wojciech Frykowski, para um restaurante mexicano, o El Coyote. Quando os quatro retornaram para a casa de Sharon em Cielo Drive, 10050, Voytek adormeceu no sofá da sala, Abigail foi para seu quarto e Sharon e Jay foram para o quarto principal para conversar. Quando os seguidores de Charles Manson invadiram a propriedade e renderam os ocupantes da casa na sala de estar, Jay protestou para que os invasores tivessem mais cuidado com Sharon pelo fato dela estar grávida de oito meses e meio de Roman. Isso causou irritação em um deles, que baleou Jay, chutando-o diversas vezes na região do rosto e esfaqueando-o, enquanto Jay morria caído. Os chutes quebraram seu nariz e sua cavidade ocular, além de 7 perfurações de faca e um tiro pelo seu corpo.
Jay foi enterrado no Cemitério Holy Sepulchre em Southfield, Michigan, dia 13 de Agosto de 1969. Celebridades como Steve McQueen e Paul Newman, grandes amigos de Sebring, compareceram a seu enterro. 
Em 1975, foi lançado o filme Shampoo, em que o personagem principal George Roundy, um cabeleireiro, interpretado por Warren Beatty, é baseado em Jay Sebring.
Emile Hirsch interpretou Sebring no filme Era Uma Vez em Hollywood de Quentin Tarantino. Onde mostra um final alternativo para o atentado.
Sua companhia, Sebring International, é mantida até hoje por seus amigos mais próximos.